# DJ Misjah
DJ Misjah (* 1. September 1971 in Rotterdam als Mischa van der Heiden) ist ein niederländischer DJ, Produzent und Labelbetreiber.
Seine Karriere begann im Jahr 1991, in welchem er unter dem Pseudonym Dyewitness seine ersten Platten veröffentlichte. Observing the earth, What would you like to hear, The Future und The Masterplan wurden große Hits.
Nach diesen Erfolgen fragte ihn die Plattenfirma Midtown Records, ob er für sie ein eigenes Sublabel betreiben würde. Misjah willigte ein, und im Dezember 1994 startete X-Trax, auf welchem Künstler wie Ferry Corsten, Umek oder Rank 1 Platten veröffentlichten. Sein auf X-Trax veröffentlichter Track Access schaffte es 1995 in die englischen Charts.
Produzenten wie Josh Wink, Jam & Spoon, Reflect, Format One, Finitribe oder Denki Groove beauftragten Misjah Remixe für sie anzufertigen.
Misjah veröffentlichte unter diversen Namen zahlreiche Platten in den verschiedensten Stilen elektronischer Musik. Im Jahr 1999 startete er ein neues Projekt namens AMbassador. Unter diesem Pseudonym remixte er Blaze – My Beat. Der Remix wurde ein großer Clubhit und brachte ihm eine neue Platzierung in den englischen Charts.
Im Dezember 1999 beendete er seine Tätigkeit für X-Trax. Im Jahr 2001 gründete er ein neues Label namens ReRun sowie die DJ Agentur ReRun Bookings.
Misjah veröffentlichte Platten auf zahlreichen Labels wie Craft Music, Wetmusik, Pocket, Zync, Mankind oder Jericho, welche gespielt wurden von Größen wie Adam Beyer, Sven Väth oder Carl Cox.
Seit er seine DJ Karriere im Jahr 1994 begann, spielte er kontinuierlich zahllose Gigs auf der ganzen Welt, auch auf Großveranstaltungen wie Dance Valley, Roskilde, Mayday oder Nature One.
Misjah betreibt auch ein Mastering-Studio.